# 佐竹義俊
佐竹 義俊（さたけ よしとし）は、室町時代の武将。佐竹氏第13代当主。伊予守。初名は義頼（よしより）。
佐竹義人の嫡男。生母は源姫（佐竹義盛の娘）。弟に上杉実定（上杉憲実猶子）、戸村義倭（戸村氏祖）、小野義盛。子に義治、天神林義茂、宇留野存虎、戸村義易がいる。

## 略歴
永享9年（1437年）に父義人から家督を譲られていたが、実権は父が握っていた。しかも弟の実定を寵愛した父に疎まれ、享徳元年（1452年）に実定と組んだ江戸通房と山入祐義によって太田城から追放された。
外叔父にあたる大山因幡入道常金を頼り、大山城に移る。
弟と父の死後、応仁元年（1467年）に甥の義定を追放し、義俊は嫡男義治と共に太田城に返り咲いた。
文明9年（1477年）11月24日に死去。
当時の佐竹氏は混乱していたため、義俊本人の詳細な事績には不詳な点が多いが、佐竹氏本家の混乱が庶家佐竹山入家の跳梁や新たに勃興した江戸氏（常陸江戸氏）の台頭を許す結果になる。